# Московская кофейня на паяхъ
ЗАО «Московская кофейня на паяхъ» — российская компания пищевой промышленности, производитель всех видов кофе.

## История
Компания была основана в 1997 году. Изначально производственная база компании включала в себя завод по производству жареного кофе. Компания производила жареный кофе в зернах и молотый.
В 2004 году компанией был построен и запущен первый в России и Восточной Европе завод по производству растворимого сублимированного, гранулированного и порошкообразного кофе. Завод располагается в поселке Тучково Московской области. Это решение позволило компании производить кофе по ультрасовременной технологии.
В 2022 году ЗАО «Московская кофейня на паяхъ» запустило второй завод по производству кофе, нарастив производственные мощности в два с половиной раза.

## Деятельность
С 2004 года компания работает по схеме полного цикла.